# Nangy
Cet article possède un paronyme, voir Nancy.
Nangy est une commune française située dans le département de la Haute-Savoie, en région Auvergne-Rhône-Alpes. Elle fait partie de l'agglomération du Grand Genève.

## Géographie
La commune se situe dans la vallée de l'Arve, à proximité d'Annemasse, de La Roche-sur-Foron et de Reignier-Ésery.
Les communes voisines sont :
- au nord : Bonne-sur-Menoge ;
- au sud : Reignier-Ésery ;
- à l'est : Contamine-sur-Arve ;
- à l'ouest : Arthaz-Pont-Notre-Dame ;
- au nord-est : Fillinges ;
- au sud-est : Scientrier.

La commune est traversée par l'autoroute A40 et accueille la gare de péage de Nangy, qui compte 17 voies.

## Urbanisme

### Typologie
Au 1er janvier 2024, Nangy est catégorisée ceinture urbaine, selon la nouvelle grille communale de densité à sept niveaux définie par l'Insee en 2022.
Elle appartient à l'unité urbaine de Genève (SUI)-Annemasse (partie française), une agglomération internationale regroupant 34  communes, dont elle est une commune de la banlieue,,. Par ailleurs la commune fait partie de l'aire d'attraction de Genève - Annemasse (partie française), dont elle est une commune de la couronne,. Cette aire, qui regroupe 158 communes, est catégorisée dans les aires de 700 000 habitants ou plus (hors Paris),.

### Occupation des sols
L'occupation des sols de la commune, telle qu'elle ressort de la base de données européenne d’occupation biophysique des sols Corine Land Cover (CLC), est marquée par l'importance des territoires agricoles (66,1 % en 2018), en diminution par rapport à 1990 (68,7 %). La répartition détaillée en 2018 est la suivante : 
prairies (51,9 %), zones urbanisées (16 %), zones agricoles hétérogènes (14,2 %), forêts (12,3 %), zones industrielles ou commerciales et réseaux de communication (5,5 %).
L'IGN met par ailleurs à disposition un outil en ligne permettant de comparer l’évolution dans le temps de l’occupation des sols de la commune (ou de territoires à des échelles différentes). Plusieurs époques sont accessibles sous forme de cartes ou photos aériennes : la carte de Cassini (XVIIIe siècle), la carte d'état-major (1820-1866) et la période actuelle (1950 à aujourd'hui).

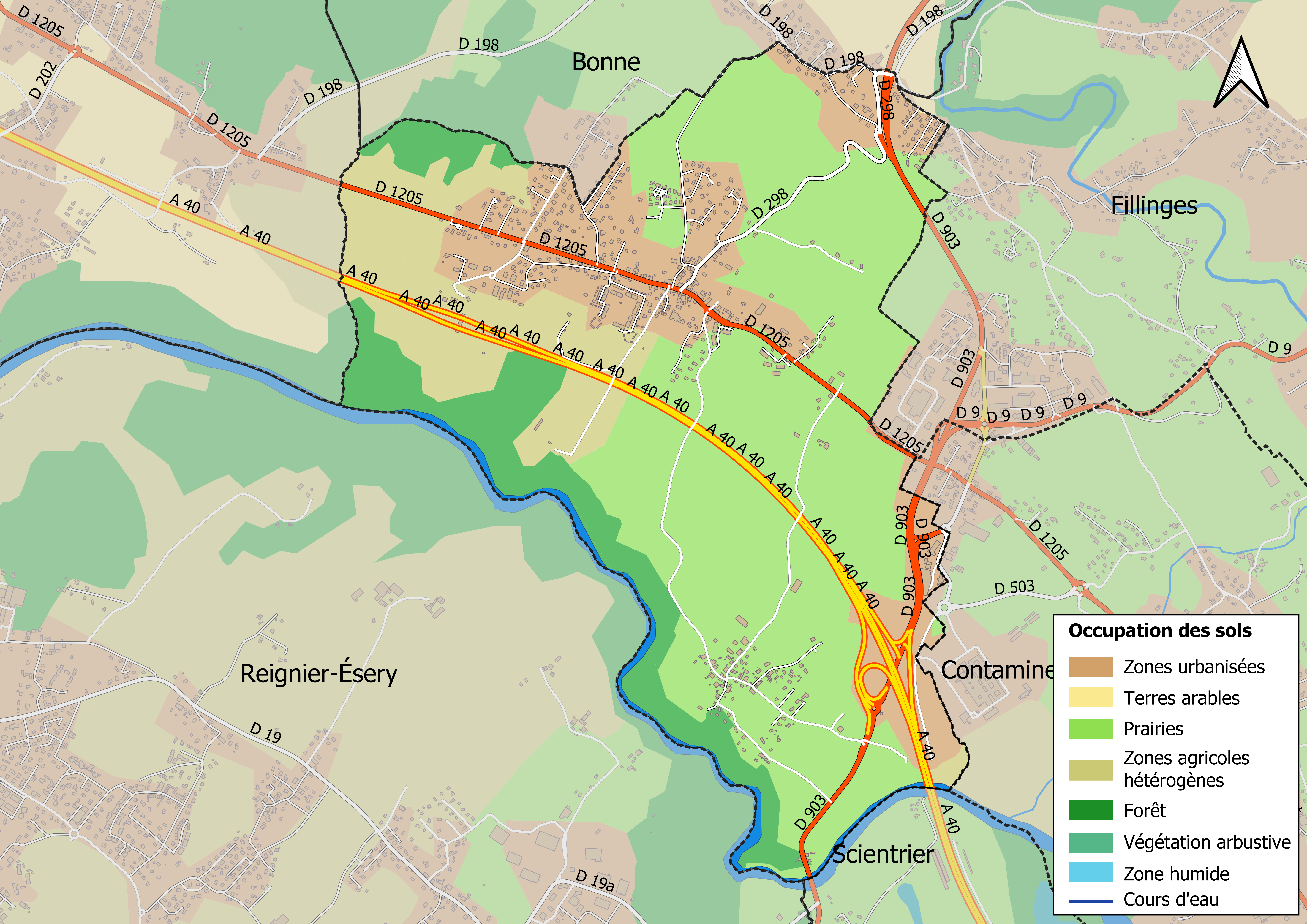
Carte des infrastructures et de l'occupation des sols en 2018 (CLC) de la commune.
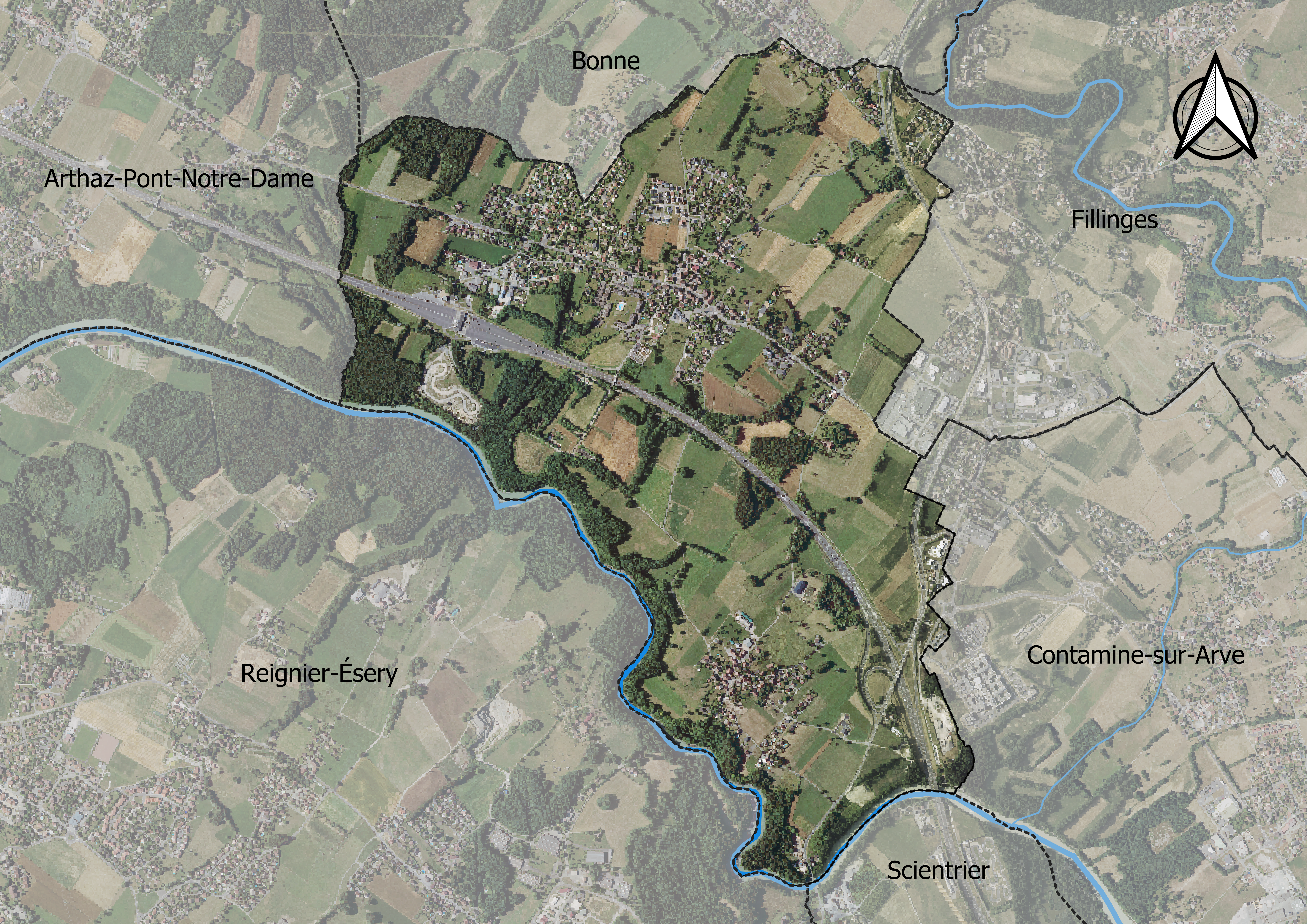
Carte orthophotogrammétrique de la commune.

## Toponymie
Le toponyme actuel semble provenir d'un nom d'un domaine gallo-romain, Nangiacum, issu d'un nom d'origine germanique, probablement Nagius, lequel a dérivé avec le suffixe -acum.
Nangie, Nanigie, Nangers, Nangy sont les mentions de la paroisse dans le cartulaire de l'abbaye de Talloires de la fin du XIIe siècle-début du XIIIe siècle. Le Régeste genevois donne également la forme Nangi.
En francoprovençal, le nom de la commune s'écrit Nanzhi (graphie de Conflans) ou Nangi (ORB) ou Nanjhi.

## Histoire
Des traces de présence romaine ont été trouvées à Nangy.
Entre 1780 et 1837, Nangy fait partie de la province de Carouge, division administrative des États de Savoie, avant d'être rattachée à la province du Faucigny (1837-1860).
Lors des débats sur l'avenir du duché de Savoie, en 1860, la population est sensible à l'idée d'une union de la partie nord du duché à la Suisse. Une pétition circule dans cette partie du pays (Chablais, Faucigny, Nord du Genevois) et réunit plus de 13 600 signatures, dont 29 pour la commune. Le duché est réuni à la suite d'un plébiscite organisé les 22 et 23 avril 1860 où 99,8 % des Savoyards répondent « oui » à la question « La Savoie veut-elle être réunie à la France ? ».
La commune comporte une dizaine de lieux-dits, elle a été amputée en 1972 du hameau de Loëx.
C'est autour du chef-lieu que l'on trouve l'essentiel de la population, le long de la départementale 1205.

## Politique et administration
De nombreuses informations sur la commune de Nangy sont accessibles sur le site de la mairie.
| Période                                  | Période                      | Identité        | Étiquette      | Qualité                                                    |
| ---------------------------------------- | ---------------------------- | --------------- | -------------- | ---------------------------------------------------------- |
| Mars 1970                                | Mars 1983                    | Pierre Bouvard  | Sans etiquette | Retraité                                                   |
| Les données manquantes sont à compléter. |                              |                 |                |                                                            |
| mars 1989                                | mars 2014                    | Fabienne Vittoz | DVD            | Mère au foyer Vice-présidente de la communauté de communes |
| mars 2014                                | mai 2020                     | Pascal Briffod  | DVD            |                                                            |
| mai 2020                                 | En cours (au septembre 2020) | Laurent Favre   |                |                                                            |

## Démographie
L'évolution du nombre d'habitants est connue à travers les recensements de la population effectués dans la commune depuis 1793. Pour les communes de moins de 10 000 habitants, une enquête de recensement portant sur toute la population est réalisée tous les cinq ans, les populations de référence des années intermédiaires étant quant à elles estimées par interpolation ou extrapolation. Pour la commune, le premier recensement exhaustif entrant dans le cadre du nouveau dispositif a été réalisé en 2008.

En 2022, la commune comptait 1 708 habitants, en évolution de +3,08 % par rapport à 2016 (Haute-Savoie : +6,01 %, France hors Mayotte : +2,11 %).
| 1793 | 1800 | 1806 | 1822 | 1838 | 1848 | 1858 | 1861 | 1866 |
| ---- | ---- | ---- | ---- | ---- | ---- | ---- | ---- | ---- |
| 259  | 302  | 306  | 600  | 556  | 537  | 526  | 488  | 546  |

| 1872 | 1876 | 1881 | 1886 | 1891 | 1896 | 1901 | 1906 | 1911 |
| ---- | ---- | ---- | ---- | ---- | ---- | ---- | ---- | ---- |
| 491  | 516  | 501  | 525  | 505  | 501  | 403  | 417  | 424  |

| 1921 | 1926 | 1931 | 1936 | 1946 | 1954 | 1962 | 1968 | 1975 |
| ---- | ---- | ---- | ---- | ---- | ---- | ---- | ---- | ---- |
| 384  | 381  | 371  | 345  | 348  | 338  | 378  | 426  | 539  |

| 1982 | 1990 | 1999 | 2006  | 2008  | 2013  | 2018  | 2022  | - |
| ---- | ---- | ---- | ----- | ----- | ----- | ----- | ----- | - |
| 674  | 774  | 780  | 1 111 | 1 207 | 1 608 | 1 578 | 1 708 | - |

## Culture locale et patrimoine

### Lieux et monuments
- L'église Saint-Vincent-Diacre.
- Le presbytère, devenu la mairie en 2011.
- Le château de Pierre, sur une colline, à l'est de Nangy.

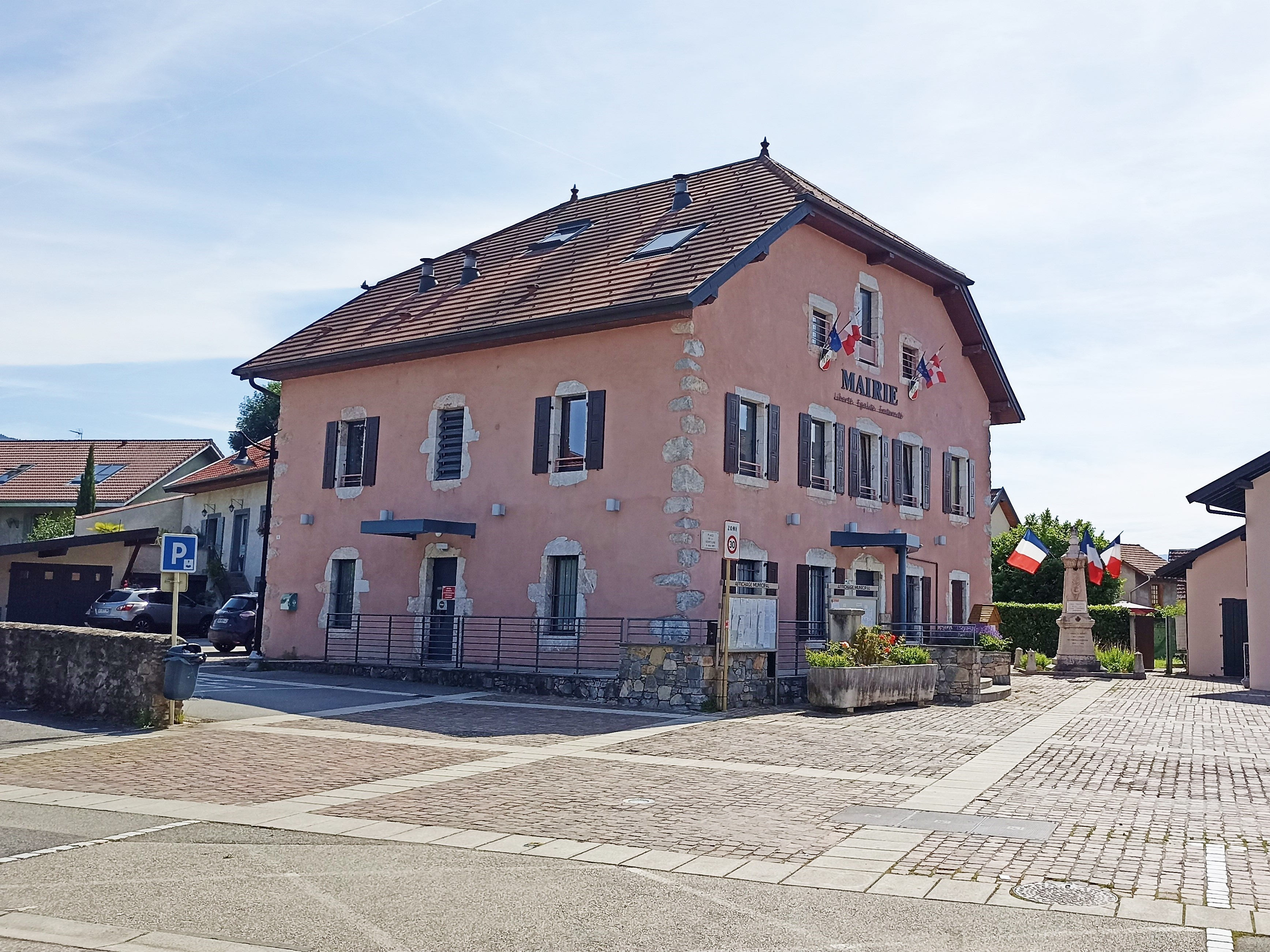
La mairie.
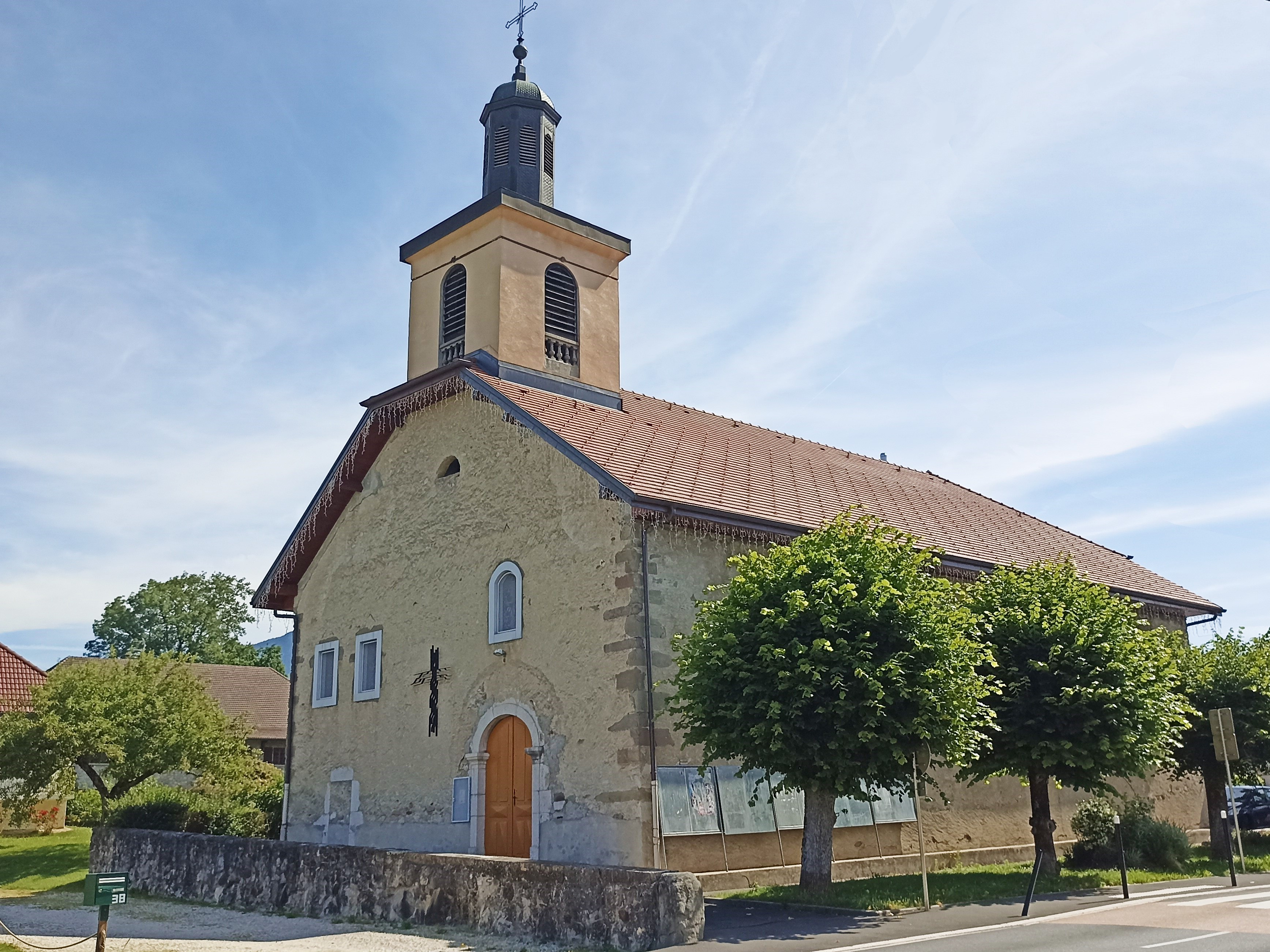
L'église Saint-Vincent.
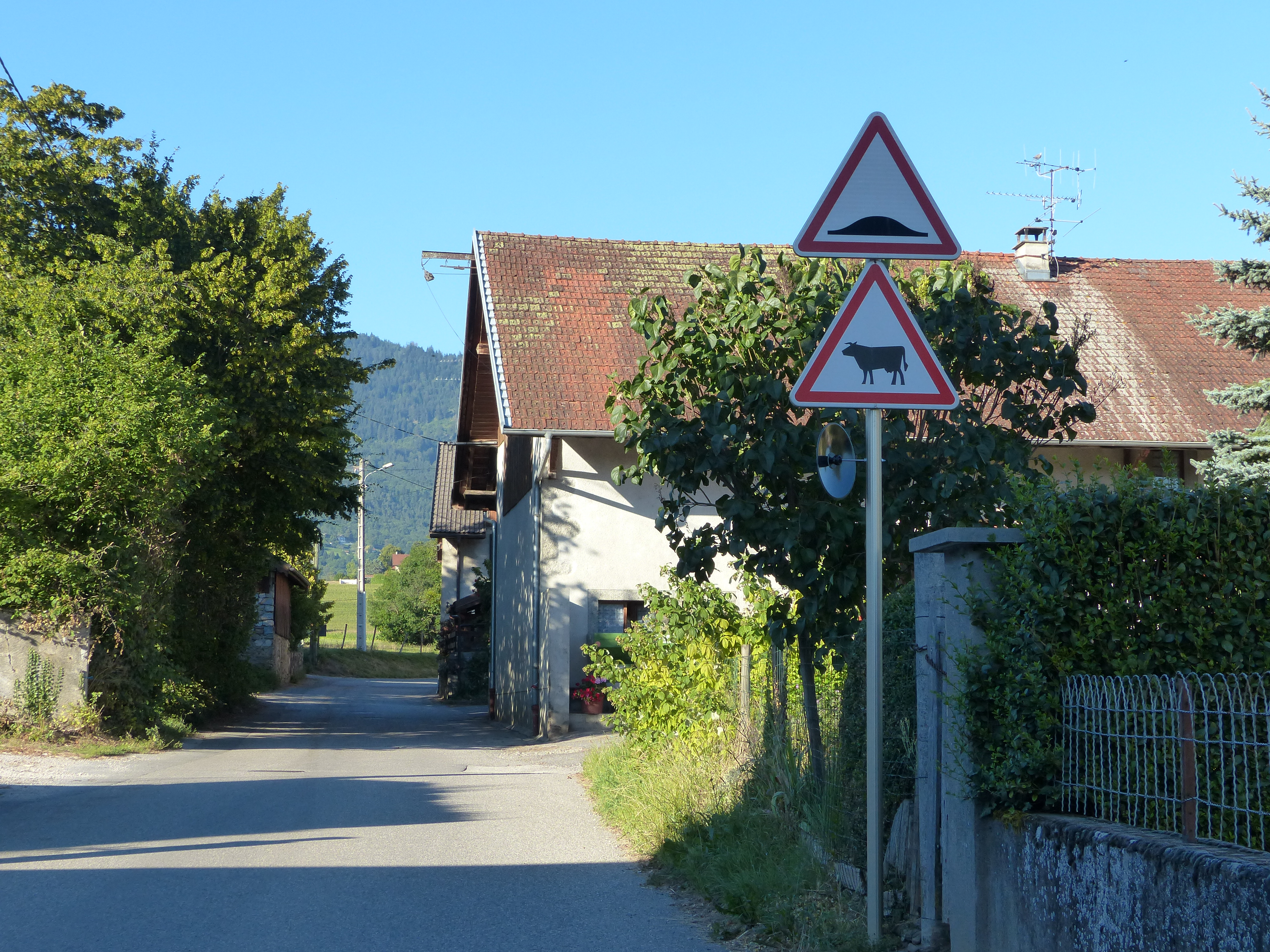
La route de Bonne.
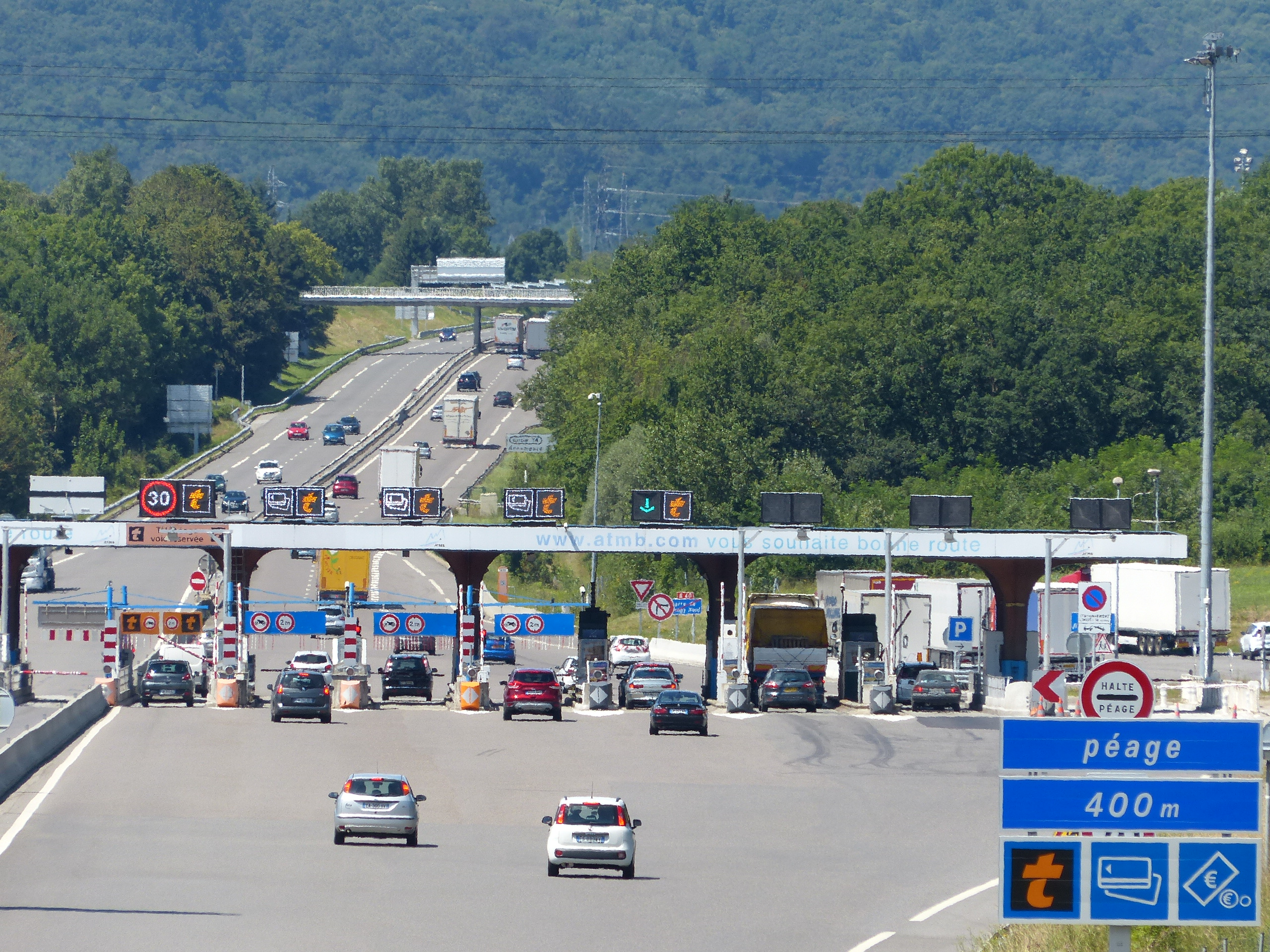
Le péage de Nangy.

### Héraldique
| Armes de Nangy | Les armes de Nangy se blasonnent ainsi : Équipolé d'or et d'azur ; au canton de la pointe de gueules à la croix d'argent. |